# Svetlana Žuchová
Svetlana Žuchová (* 24. prosince 1976 Bratislava) je slovenská spisovatelka, překladatelka a psycholožka. 
Oba její rodiče byli psychiatři, otec Ivan Žucha byl navíc i literárně činný. Svetlana vystudovala psychologii na Vídeňské univerzitě a lékařství na Lékařské fakultě Univerzity Komenského v Bratislavě. V letech 2008–2013 působila na Psychiatrické klinice 1. lékařské fakulty Univerzity Karlovy v Praze, kde absolvovala doktorské studium a získala atestaci v oboru psychiatrie. V letech 2013–2017 žila v Mnichově a pracovala na psychosomatickém oddělení Schön Klinik v Rosenheimu. V současnosti[kdy?] pracuje na TH Klinice v Praze. Je členkou výzkumného týmu zkoumajícího poruchy příjmu potravy.
V roce 2015 získala Cenu Evropské unie za literaturu za knihu Obrazy zo života M. Za svůj knižní debut, sbírku povídek Dulce de leche, získala Cenu Ivana Kraska. Třikrát se dostala do finálové desítky soutěže Anasoft Litera. Její knihy byly přeloženy do chorvatštiny, češtiny, maďarštiny, němčiny, italštiny a francouzštiny. Překládá z němčiny a angličtiny, z velké části odbornou psychologickou a lékařskou literaturu, ale i beletrii (Heinrich Böll, Elfriede Jelineková, Timur Vermes, Thomas Melle).[zdroj?]

### Próza
- Dulce de leche (2003)
- Yesim (2006)
- Zlodeji a svedkovia (2011)
- Obrazy zo života M. (2013)
- Dni matiek (2023)